# 沃斯克雷森斯凱 (切爾尼戈夫州)
50°29′13″N 32°39′8″E / 50.48694°N 32.65222°E
沃斯克雷森斯凱（烏克蘭語：Воскресенське）是位於烏克蘭北部的村莊，由切爾尼戈夫州普里盧基區的瓦爾瓦市鎮負責管轄。該村面積0.21平方公里，海拔高度110米，2006年人口76，人口密度每平方公里367.15人。